# Курдомка
Курдомка — река в Варнавинском районе Нижегородской области России. Устье реки находится в 245 км от устья Ветлуги по правому берегу. Длина реки составляет 33 км, площадь водосборного бассейна — 212 км².
Исток реки расположен у деревни Берёзки в 23 км к юго-западу от посёлка Варнавино. Река течёт на северо-восток, затем на юго-восток. На берегах реки деревни Мирный, Серёгино, Меркушиха, Валиха, Бочкариха, Замешаиха, Антониха, Выползиха, Ляды, Курдома. Впадает в Ветлугу у сёл Скворцово и Макарий.

## Данные водного реестра
По данным государственного водного реестра России относится к Верхневолжскому бассейновому округу, водохозяйственный участок реки — Ветлуга от города Ветлуга и до устья, речной подбассейн реки — Волга от впадения Оки до Куйбышевского водохранилища (без бассейна Суры). Речной бассейн реки — (Верхняя) Волга до Куйбышевского водохранилища (без бассейна Оки).
Код объекта в государственном водном реестре — 08010400212110000042925.

### Притоки
(указано расстояние от устья)
- 0,3 км: река Яктанга[3] (пр)
- 1,0 км: река Стралевка (пр)
- 5,6 км: река Каменка (пр)